# NGC 3156
NGC 3156 ist eine Linsenförmige Galaxie vom Hubble-Typ S0 im Sternbild Sextant am Südsternhimmel. Sie ist schätzungsweise 53 Millionen Lichtjahre von der Milchstraße entfernt und hat einen Durchmesser von etwa 30.000 Lichtjahren. Die Galaxie gilt als Mitglied der fünf Galaxien zählenden NGC 3169-Gruppe (LGG 192).

Im selben Himmelsareal befinden sich u. a. die Galaxien NGC 3165 und NGC 3166.
Das Objekt wurde am 13. Dezember 1784 von William Herschel entdeckt.